# Eckhard Rau
Eckhard Rau (* 15. Juli 1938 in Hamburg; † 4. Oktober 2011 in Marburg) war ein deutscher evangelischer Theologe.

## Leben
Nach der Promotion 1974 zum Dr. theol. in Hamburg und der Habilitation ebenda 1979 lehrte er von 1983 bis 2001 als Professor an der Universität Hamburg.

## Schriften (Auswahl)
- Kosmologie, Eschatologie und die Lehrautorität Henochs. Traditions- und formgeschichtliche Untersuchungen zum äth. Henochbuch und zu verwandten Schriften. Hamburg 1974, OCLC 1126325 (zugleich Dissertation, Hamburg 1974).
- Reden in Vollmacht. Hintergrund, Form und Anliegen der Gleichnisse Jesu (= Forschungen zur Religion und Literatur des Alten und Neuen Testaments Band 149). Vandenhoeck & Ruprecht, Göttingen 1990, ISBN 3-525-53831-6 (zugleich Habilitationsschrift, Hamburg 1979).
- Von Jesus zu Paulus. Entwicklung und Rezeption der antiochenischen Theologie im Urchristentum. Kohlhammer, Stuttgart/Berlin/Köln 1994, ISBN 3-17-012966-X.
- Jesus – Freund von Zöllnern und Sündern. Eine methodenkritische Untersuchung. Kohlhammer, Stuttgart/Berlin/Köln 2000, ISBN 3-17-016608-5.
- Das geheime Markusevangelium. Ein Schriftfund voller Rätsel. Neukirchener Verlag, Neukirchen-Vluyn 2003, ISBN 3-7887-1947-8.
- als Herausgeberin Silke Petersen: Eckhard Rau: Perspektiven des Lebens Jesu. Plädoyer für die Anknüpfung an eine schwierige Forschungstradition (= Beiträge zur Wissenschaft vom Alten und Neuen Testament Heft 203). Kohlhammer, Stuttgart 2013, ISBN 3-17-022954-0.